# IE Tab
IE Tab ist eine Erweiterung (Add-ons) für die Browser Mozilla Firefox, Flock, SeaMonkey und Google Chrome.
Das ursprüngliche Add-on wurde vor Veröffentlichung von Firefox 3.6 wöchentlich bis zu 160.000 Mal (Stand: Oktober 2009) heruntergeladen und hatte in Spitzenzeiten im Durchschnitt täglich über 3,5 Millionen (Stand: Februar 2010) Nutzer weltweit.

## Eigenschaften
IE Tab ermöglicht es, Webseiten über die HTML-Rendering-Engine des Internet Explorers (Trident) darzustellen, ohne Firefox zu verlassen. Dies ist vor allem für Seiten, die nur im Internet Explorer korrekt angezeigt werden, sinnvoll, wie zum Beispiel Windows Update oder andere ActiveX verwendende Seiten. Die über IE Tab besuchten Seiten werden im Verlauf des Internet Explorers gespeichert, so, als ob die Seite direkt im Internet Explorers geöffnet worden wäre. Anwendung findet die Erweiterung auch bei Webdesignern, um Webseiten gleichzeitig in beiden Browsern anzeigen und vergleichen zu können. Eine vollständige Funktionalität aller Versionen ist bisher nur unter Windows gegeben, da auf die installierte Version des Internet Explorers zugegriffen wird.

## Entstehung
IE Tab wurde ursprünglich von dem taiwanischen Medizin-Studenten Hong Jen Yee, auch bekannt als PCMan, entwickelt. Eine erste Demo-Seite wurde von ihm im Forum der taiwanesischen Mozilla-Community veröffentlicht. Die Idee wurde von weiteren taiwanesischen Entwicklern von Firefox-Erweiterungen aufgegriffen, bekannt als yuoo2k, dexter und softcup. Durch die weitere Zusammenarbeit wurde eine Erweiterung erstellt, die unter XPCOM-Einbindung durch Hilfe des Mozilla-Entwicklers Christian Biesinger als Prototyp veröffentlicht wurde. Nach der Veröffentlichung auf den Mozilla-Seiten und in den entsprechenden Foren gehört es mittlerweile zu den beliebtesten Firefox Erweiterungen.

## Entwicklungsstatus
Der ursprüngliche Entwickler Hong Jen Yee verließ das Projekt Anfang 2006. Das Projekt wird von yuoo2k weiterentwickelt. Eine Kompatibilität des originalen IE Tab ist nur bis Firefox 3.6a1pre gegeben. Eine für Firefox auch ab Version 3.6 kompatible Entwicklung stellt das Add-on IE Tab 2 dar. Entwickler ist ietab.net.
Unter Verwendung des ursprünglichen Open Source IE Tab wurde von Blackfish Software, auch ietab.net, eine Version für den Browser Google Chrome entwickelt.
Es existiert ein weiterer Fork "Coral IE Tab / IE Tab Plus" von quaful mit einigen zusätzlichen Features, die jedoch von einigen Nutzern als Spyware eingestuft wird.